# Juraj Schwarcz
Juraj Schwarcz (* 1952 in Košice) ist ein slowakischer Jurist. Er ist Richter am Gericht der Europäischen Union.

## Leben und Wirken
Schwarcz studierte Rechtswissenschaften an der Comenius-Universität Bratislava, wo er 1975 seinen Abschluss machte. 1979 wurde er von der dortigen rechtswissenschaftlichen Fakultät zum Dr. iur. promoviert. Von 1975 bis 1990 arbeitete er als Unternehmensjurist, bevor er 1991 in den Dienst der slowakischen Justiz trat. Dort fundierte er zunächst als Leiter des Handelsregisters am Bezirksgericht Košice, bevor er 1992 Richter an diesem Gericht wurde. Noch im selben Jahr wechselte er als Richter an das Regionalgericht Košice, wo er 1994 zusätzlich Kammerpräsident wurde. Von 2005 bis 2009 war er Präsident des Kollegiums für Handelsrecht. Seine Tätigkeit am Regionalgericht Košice wurde einzig durch eine Abordnung an das Oberste Gericht der Slowakischen Republik im Jahr 2004 unterbrochen. Neben seiner richterlichen Tätigkeit widmete er sich der Lehre und war von 1997 bis 2009 externes Mitglied der Abteilung für Handels- und Wirtschaftsrecht der Pavol-Jozef-Šafárik-Universität in Košice und von 2005 bis 2009 Mitglied des Lehrkörpers der Justizakademie der Slowakischen Republik.
Am 7. Oktober 2009 wurde Schwarcz zum Richter am Gericht der Europäischen Union ernannt.